# Manuel Palomeque
Manuel Sánchez Palomeque, más conocido como Manuel Palomeque (Cartagena, Región de Murcia, 1 de enero de 1967), es un exfutbolista y entrenador de fútbol español que actualmente dirige al Deportivo Marítimo de la Tercera Federación.

## Trayectoria

### Jugador
Como jugador empezó en clubs de la comarca de Cartagena como La Salle Minerva, El Algar CF o CD Torre Pacheco. En 1988 firma en la UD Salamanca (Segunda). Después, de 1989 a 1994 jugó en el Cartagena FC (Segunda B), de 1995 a 1997 en el Real Murcia (Tercera) y (Segunda B), más tarde jugaría en la Asociación Deportiva Ceuta y otra vez volvería a Cartagena para jugar en el FC Cartagena hasta 1999, año en el que se retira.

### Entrenador
Como entrenador residiendo en Cartagena, fue segundo entrenador en el FC Cartagena con Jesús Aranguren, Felipe Mesones, Paco Sánchez, Juanjo Díaz y Corchado. Fue primer entrenador durante cinco o seis partidos en el FC Cartagena, hasta la llegada de Juan Señor.
Entrenó al Pinatar Club de Fútbol (Tercera) cuatro temporadas; después a la Agrupación Deportiva Las Palas (Tercera) una campaña y Club Deportivo La Unión (Tercera), cuatro meses, todos ellos en el Grupo XIII de la Tercera División de España.
Durante cuatro años desempeño su función de entrenador del División de Honor Juvenil (Grupo VII) del equipo de Los Alcázares. En 2013, abandona el club de Los Alcázares para fichar por el Real Murcia B pero una decisión final del consejero José Luis Morga, que pocos han entendido, lo dejó fuera del proyecto del filial grana cuando todo estaba prácticamente hecho.
En 2013, meses más tarde se convierte en entrenador del CD Algar, para entrenar en territorial preferente. En 2014, dicho equipo se convierte en filial del FC Cartagena.
El 19 de diciembre de 2014 se presenta como nuevo técnico del FC Cartagena, para sustituir a Simón Ruiz Díaz y se hace cargo del cuerpo técnico del equipo hasta final de temporada y al que consigue salvar de su descenso a tercera división, en la eliminatoria del play-out contra Las Palmas Atlético. En verano de 2015, no sería renovado como entrenador del FC Cartagena, tras la llegada de Víctor Manuel Fernández al banquillo blanquinegro.
Varios meses después vuelve al fútbol, lo hace para dirigir al Torre Pacheco juvenil, que milita en Liga Nacional con el fin de reactivar los objetivos iniciales del club pachequero. Palomeque tiene una cláusula por la que podrá marcharse si un club de superior categoría quiere ficharle.
En septiembre de 2016, se convierte en entrenador del Mar Menor Club de Fútbol del Grupo XIII de Tercera División, como su nuevo preparador para ocupar la plaza del destituido Juan Lillo.
En agosto de 2017, a una semana del comienzo de la temporada 2017-18 firma con el Club de Fútbol Lorca Deportiva, tras la destitución de José Emilio Riquelme Galiana, técnico del club lorquino en pretemporada. Palomeque dirige al equipo lorquino hasta su destitución el 5 de noviembre de 2017.
En la temporada 2018-19, regresa al  Mar Menor Club de Fútbol del Grupo XIII de Tercera División.
En septiembre de 2019 firma con el Fútbol Club La Unión Atlético de la Territorial Preferente de la Región de Murcia, para intentar salvar al club unionense de los últimos puestos de la clasificación.
En julio de 2020, logra el ascenso a la Tercera División de España, tras vencer en la eliminatoria de ascenso al Mar Menor Fútbol Club "B" por un gol a cero en el partido disputado en Pinatar Arena.
En la temporada 2022-23, logra el ascenso a la Segunda Federación con La Unión Atlético. El 5 de febrero de 2024, es cesado como por el club minero tras siete jornadas sin ganar y tras ocupar la penúltima plaza del Grupo IV de la Segunda Federación.
En julio de 2024, firma por el Deportivo Marítimo, club de nueva creación que compite en la Tercera Federación.

## Clubes
| Club                           | País   | Año             |
| ------------------------------ | ------ | --------------- |
| CD Algar                       | España | 2013-2014       |
| FC Cartagena                   | España | 2014-2015       |
| EF Torre Pacheco juvenil       | España | 2015-2016       |
| Mar Menor Club de Fútbol       | España | 2016-2017       |
| Club de Fútbol Lorca Deportiva | España | 2017            |
| Mar Menor Club de Fútbol       | España | 2018-2019       |
| Fútbol Club La Unión Atlético  | España | 2019-2024       |
| Deportivo Marítimo             | España | 2024-actualidad |